# Soledad (Kalifornien)
Soledad ist eine US-amerikanische Stadt im Monterey County im US-Bundesstaat Kalifornien.
Das U.S. Census Bureau hat bei der Volkszählung 2020 eine Einwohnerzahl von 24.925 auf einer Fläche von 10,9 km²ermittelt. Die Stadt liegt am U.S. Highway 101 und in ihr zweigt die Zufahrt zum Pinnacles-Nationalpark ab.